# Slereboån
Slereboån este o arie protejată (arie specială de conservare — SAC, sit de importanță comunitară — SCI) din Suedia întinsă pe o suprafață de 49,6 ha, integral pe uscat.

## Localizare
Centrul sitului Slereboån este situat la coordonatele 58°00′27″N 12°16′24″E / 58.0076°N 12.2732°E.

## Înființare
Situl Slereboån a fost declarat sit de importanță comunitară în mai 2001 pentru a proteja 2 specii de animale. Situl a fost protejat și ca arie specială de conservare în martie 2011.

## Biodiversitate
Situată în ecoregiunea boreală, aria protejată conține 2 habitate naturale: Izvoare fino-scandinave și mlaștini produse de izvoare bogate în minerale, Taiga vestică.
La baza desemnării sitului se află mai multe specii protejate:
- nevertebrate (1): Margaritifera margaritifera
- pești (1): somonul (Salmo salar)